# József Miksa Petzval
József Miksa Petzval (alemany: Josef Petzval)  (Spišská Belá, 6 de gener de 1807 - Viena, 17 de setembre de 1891) fou un matemàtic i professor de la Universitat de Viena, que contribuí al camp de l'òptica fotogràfica amb un procediment que reduïa fins a una tercera part el temps necessari per realitzar la presa d'un daguerreotip.

## Vida i obra
Va néixer a Spišská Belá al Regne d'Hongria, tot i que actualment pertany a Eslovàquia. El seu pare era mestre a la ciutat encara que era d'origen alemany, va començar els estudis elementals a Kežmarok i els secundaris en part a Podolínec i els va acabar a Levoča. Va estudiar enginyeria a l'Institutum Geometricum(actual Universitat de Tecnologia i Economia de Budapest). Hi va romandre un temps com a professor associat fins a esdevenir professor de matemàtiques el 1835 i el curs següent es va traslladar a la càtedra de la Universitat de Viena on va ensenyar fins a 1884. Durant la seva llarga estada a Viena, va llogar un monestir abandonat a la muntanya Kahlenberg, on va instal·lar el seu laboratori d'òptica, en el que va estudiar de forma estrictament matemàtica les lents òptiques. Fruit d'aquest estudi van ser els conceptes de Suma de Petzval i de curvatura de camp i va obrir el camó als sistemes de lents ortoscòpics.

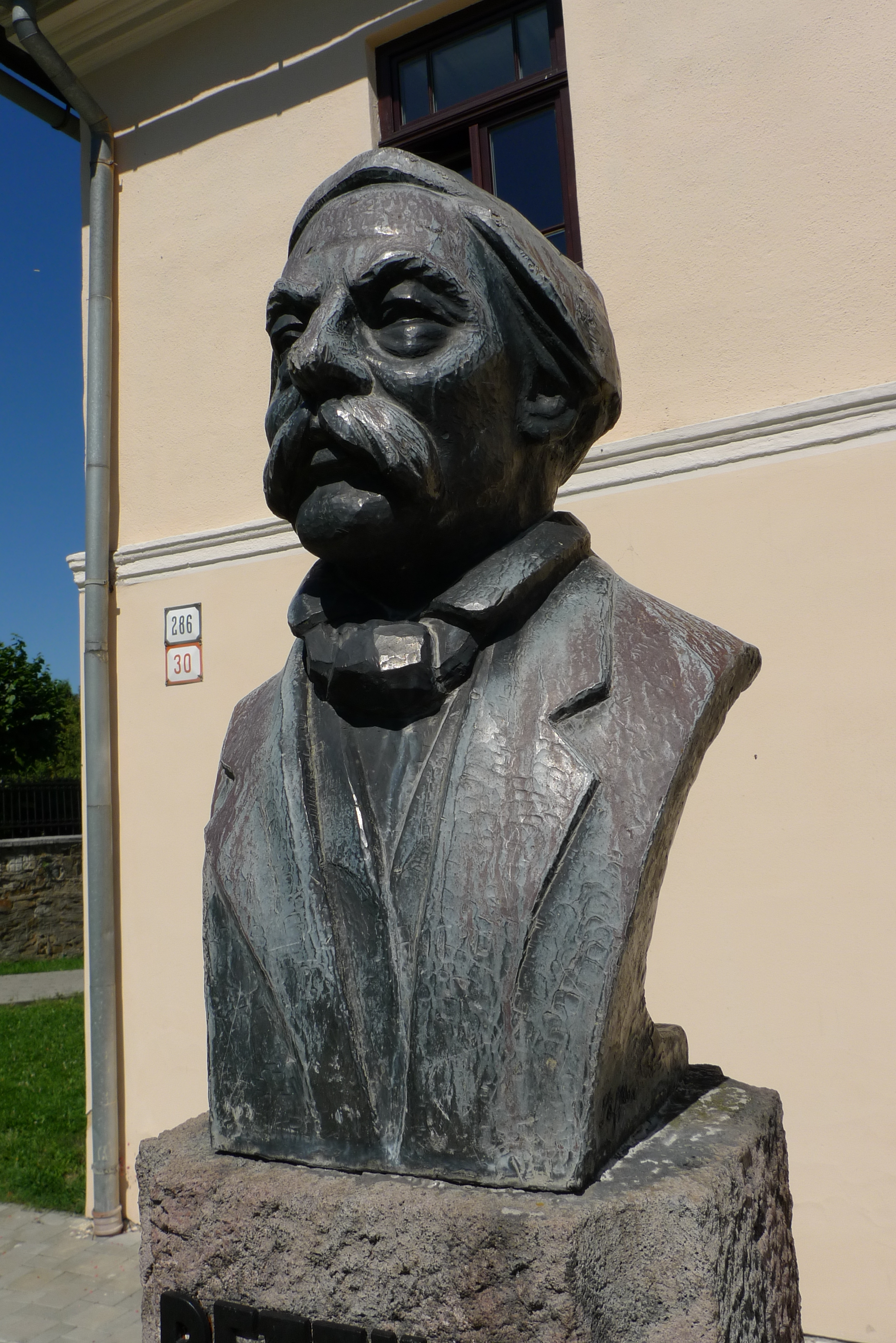
Bust commemoratiu al seu poble natal.

El 1839 va realitzar el primer càlcul d'un objectiu fotogràfic que mitjançant una doble combinació permetia una obertura de diafragma de 3.6, un gran avenç perquè disminuïa fins a menys de la meitat el temps necessari per realitzar la presa d'un retrat. La fotografia va deixar de ser una curiositat, convertint-se en una eina d'ús social.
El 1841 va realitzar el disseny de l'objectiu i d'una càmera i l'any següent en va encarregar la fabricació a Peter Voigtländer (net del fundador de la coneguda empresa de fotografia); l'objectiu tenia una lluminositat fins a 16 vegades més gran que la que es feia servir en els daguerreotips i la càmera produïa imatges de forma circular.
Aquest avanç unit al posterior ocupació de l'accelerador químic per als daguerreotips de John Frederick Goddard va permetre una reducció en el temps necessari fins a una quarta part o més.
Al voltant de 1850 va desenvolupar un objectiu per a realitzar paisatges però en comptes d'encarregar-lo a Voigtländer la va fer construir per l'empresa vienesa Dietzler, segons sembla per desavinences amb l'empresa alemanya que es va dedicar a construir objectius similars emprant els coneixements aportats anteriorment per Petzval. Això va provocar que abandonés les investigacions sobre òptica el 1862 i es dediqués a l'acústica.
El 1873 va ser nomenat membre de l'Acadèmia de Ciències d'Hongria i es va jubilar el 1877.

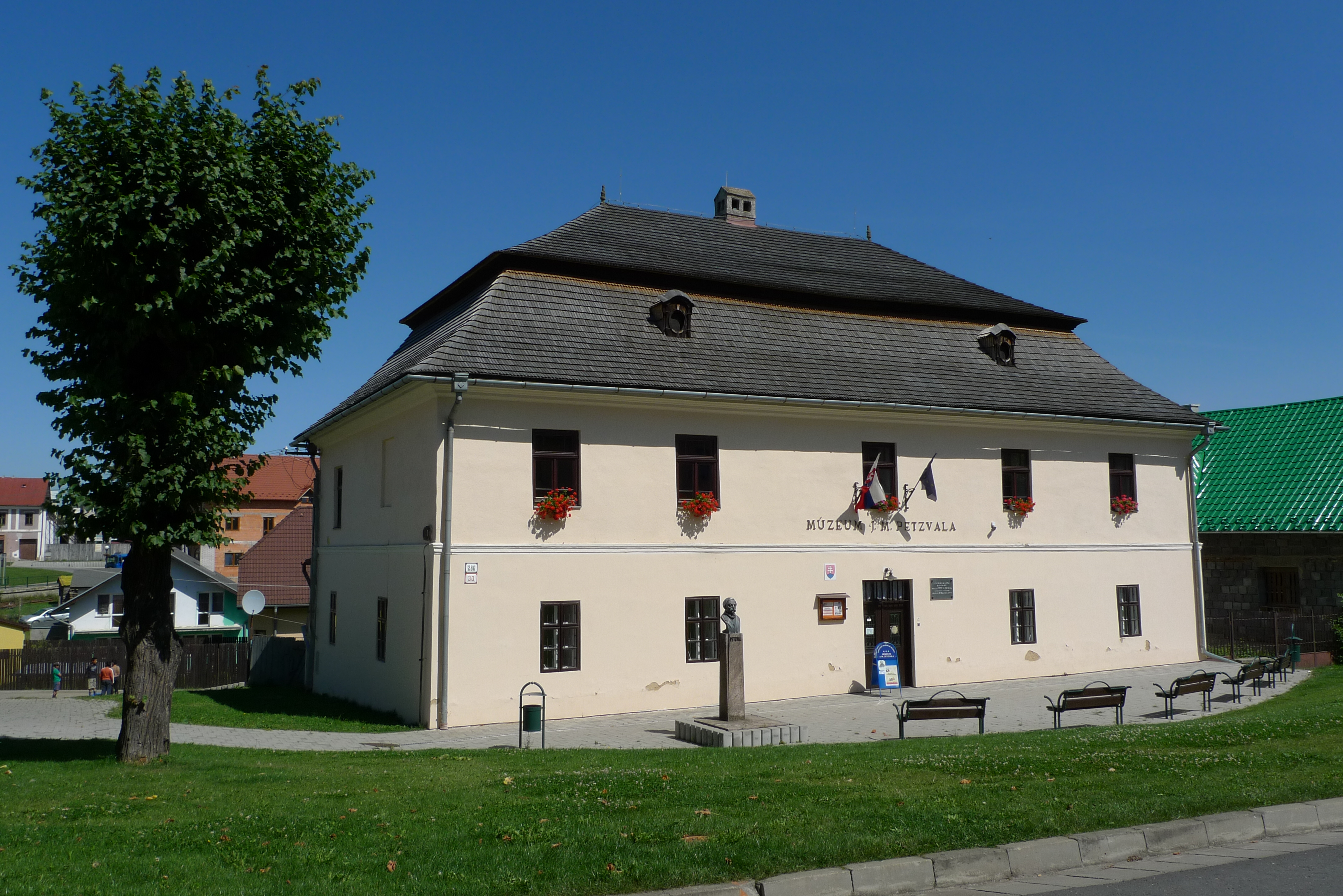
Museu dedicat a Petzval a Spišská Belá.

Encara que va morir en l'oblit ha tingut posteriors reconeixements entre els quals es poden assenyalar que la seva ciutat natal va crear un museu dedicat a la Història de la Fotografia que porta el seu nom. Però també ha tingut altres reconeixements com el donar el seu nom (Petzval) a un cràter lunar a la cara oculta de la lluna, o gran quantitat de carrers i estàtues a Àustria, Eslovàquia i Hongria. El 1980 es va donar el seu nom a un planetoide, ja que els seus lents per telescopi van permetre trobar nombrosos planetoides al segle xix i des 1929 s'atorga la Medalla József Petzval a persones o entitats que contribueixen al desenvolupament de la fotografia científica.

## Lents Petzval
L'objectiu es componia d'un conjunt de dues lents dobles amb un diafragma al mig. La lent frontal permetia corregir les aberracions esfèriques però tenia l'inconvenient de produir coma. El segon conjunt de lents corregia en part la coma i el diafragma ajudava en la correcció de l'astigmatisme. El camp total de visió quedava restringit a 30 graus i les imatges semblaven preses amb un objectiu gran angular.

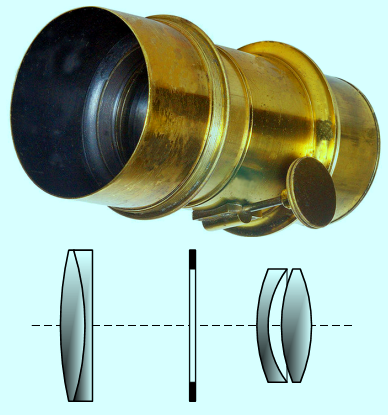
Esquema del conjunt òptic.
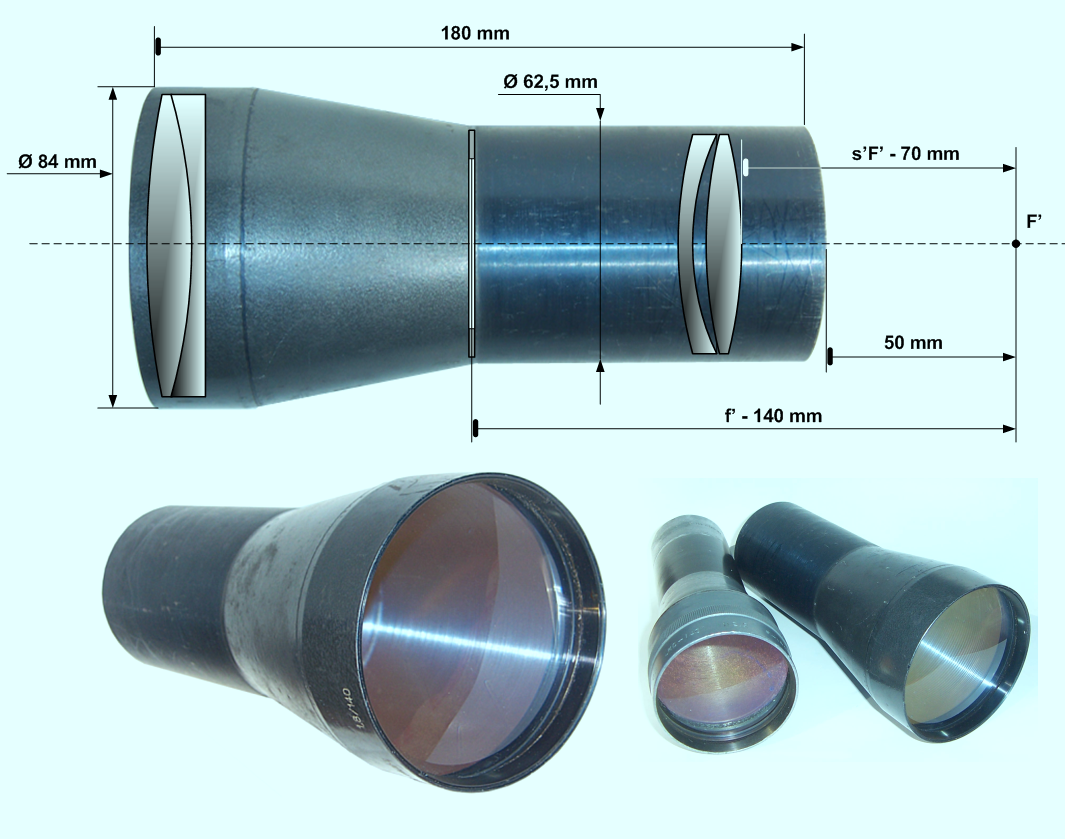
Objectiu tipus Petzval per projecció.
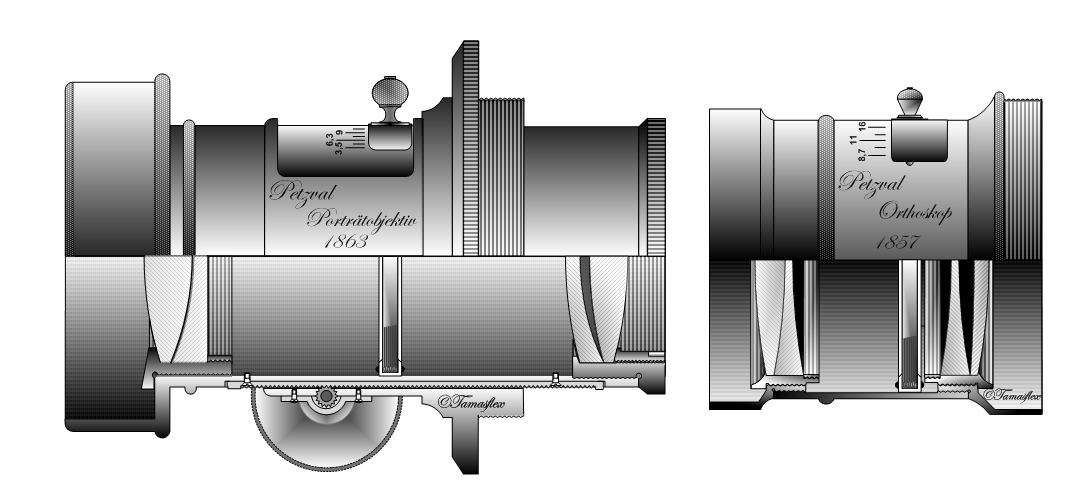
Objectius Petzval.